# Gary Chang
Gary Chang (Minneapolis, 22 februari 1953) is een Amerikaanse filmcomponist.
Chang studeerde aan de Carnegie Mellon University in Pittsburgh. Vervolgens verhuisde hij naar het California Institute of the Arts, waar hij elektronische muziek studeerde. Zijn eerste ervaring in de filmwereld deed hij op als componist voor aanvullende muziek. De eerste film waaraan hij in die hoedanigheid werkte, was The Breakfast Club uit 1985. Zijn eerste film als hoofdcomponist was 3:15 uit 1986. De thriller 52 Pick-Up van hetzelfde jaar was de eerste samenwerking met regisseur John Frankenheimer, daarna volgden nog zeven samenwerkingen. Sinds het midden van de jaren negentig van de 20e eeuw werkt Chang voornamelijk voor televisie.
In 1993 ontving Chang de BMI Film Music Award bij de BMI Film & TV Awards voor de film Under Siege.

## Filmografie
| Jaar | Titel                        | Opmerkingen           |
| ---- | ---------------------------- | --------------------- |
| 1986 | 3:15                         |                       |
| 1986 | 52 Pick-Up                   |                       |
| 1986 | Firewalker                   |                       |
| 1988 | Sticky Fingers               |                       |
| 1989 | Dead Bang                    |                       |
| 1989 | The House of Usher           | met George S. Clinton |
| 1990 | A Shock to the System        |                       |
| 1990 | Miami Blues                  |                       |
| 1990 | Death Warrant                |                       |
| 1991 | The Perfect Weapon           |                       |
| 1992 | Under Siege                  |                       |
| 1993 | Sniper                       |                       |
| 1994 | F.T.W.                       |                       |
| 1995 | The Walking Dead             |                       |
| 1995 | Im Sog des Bösen             |                       |
| 1996 | The Substitute               |                       |
| 1996 | The Island of Dr. Moreau     |                       |
| 1997 | Double Team                  |                       |
| 1997 | Bad Day on the Block         |                       |
| 2001 | Kat                          |                       |
| 2002 | Sniper 2                     |                       |
| 2005 | Left Behind: World at War    |                       |
| 2005 | English as a Second Language |                       |
| 2006 | Sam's Lake                   |                       |
| 2010 | Finding Gauguin              |                       |

## Overige producties

### Televisiefilms
| Jaar | Titel                                                 | Opmerkingen |
| ---- | ----------------------------------------------------- | ----------- |
| 1990 | Rising Son                                            |             |
| 1990 | A Killer Among Us                                     |             |
| 1990 | 83 Hours 'Til Dawn                                    |             |
| 1990 | Donor                                                 |             |
| 1991 | Murder in New Hampshire: The Pamela Wojas Smart Story |             |
| 1992 | In the Line of Duty: Siege at Marion                  |             |
| 1992 | The Nightman                                          |             |
| 1992 | Shadow of a Stranger                                  |             |
| 1993 | The Last Hit                                          |             |
| 1993 | Double Deception                                      |             |
| 1993 | A Family Torn Apart                                   |             |
| 1993 | Full Eclipse                                          |             |
| 1994 | Deep Red                                              |             |
| 1994 | Against the Wall                                      |             |
| 1994 | The Burning Season                                    |             |
| 1994 | Nowhere to Hide                                       |             |
| 1994 | Fatherland                                            |             |
| 1995 | The Avenging Angel                                    |             |
| 1995 | Original Sins                                         |             |
| 1996 | Andersonville                                         |             |
| 1996 | Twisted Desire                                        |             |
| 1996 | The Limbic Region                                     |             |
| 1996 | Twilight Man                                          |             |
| 1997 | Murder Live!                                          |             |
| 1997 | George Wallace                                        |             |
| 1998 | Blackout Effect                                       |             |
| 1998 | Silencing Mary                                        |             |
| 1998 | Mind Games                                            |             |
| 1998 | A Bright Shining Lie                                  |             |
| 1998 | A Soldier's Sweetheart                                |             |
| 1999 | Locked in Silence                                     |             |
| 1999 | At the Mercy of a Stranger                            |             |
| 2000 | The Crossing                                          |             |
| 2000 | Runaway Virus                                         |             |
| 2000 | A Vision of Murder: The Story of Donielle             |             |
| 2000 | Range of Motion                                       |             |
| 2002 | Path to War                                           |             |
| 2002 | The Glow                                              |             |
| 2003 | The Diary of Ellen Rimbauer                           |             |
| 2003 | Rush of Fear                                          |             |
| 2003 | Word of Honor                                         |             |
| 2008 | Aces 'N' Eights                                       |             |

### Televisieseries
| Jaar | Titel                | Opmerkingen |
| ---- | -------------------- | ----------- |
| 1989 | Trying Times         |             |
| 1990 | Nieuwsnet 12         |             |
| 1991 | Eerie, Indiana       | 1991-1992   |
| 1999 | Storm of the Century |             |
| 2002 | Rose Red             |             |
| 2004 | Kingdom Hospital     |             |

### Additionele muziek
Als additioneel componist.
| Jaar | Titel              | Opmerkingen             |
| ---- | ------------------ | ----------------------- |
| 1985 | The Breakfast Club | voor Keith Forsey       |
| 1986 | The Color of Money | voor Robbie Robertson   |
| 1989 | Next of Kin        | voor Jack Nitzsche      |
| 1989 | Tango & Cash       | voor Harold Faltermeyer |